# 1000 km Suzuke 1992
1000 km Suzuke 1992 je bila peta dirka Svetovnega prvenstva športnih dirkalnikov v sezoni 1992. Odvijala se je 30. avgusta 1992.

## Rezultati
| Poz    | Razred  | Št | Moštvo                     | Dirkači                                         | Šasija                      | Gume | Krogi |
| Poz    | Razred  | Št | Moštvo                     | Dirkači                                         | Motor                       | Gume | Krogi |
| ------ | ------- | -- | -------------------------- | ----------------------------------------------- | --------------------------- | ---- | ----- |
| 1      | C1      | 1  | Peugeot Talbot Sport       | Derek Warwick Yannick Dalmas                    | Peugeot 905 Evo 1B          | M    | 171   |
| 1      | C1      | 1  | Peugeot Talbot Sport       | Derek Warwick Yannick Dalmas                    | Peugeot SA35 3.5L V10       | M    | 171   |
| 2      | C1      | 7  | Toyota Moštvo Tom's        | Jan Lammers Geoff Lees David Brabham            | Toyota TS010                | G    | 170   |
| 2      | C1      | 7  | Toyota Moštvo Tom's        | Jan Lammers Geoff Lees David Brabham            | Toyota RV10 3.5L V10        | G    | 170   |
| 3      | C1      | 2  | Peugeot Talbot Sport       | Philippe Alliot Mauro Baldi                     | Peugeot 905 Evo 1B          | M    | 163   |
| 3      | C1      | 2  | Peugeot Talbot Sport       | Philippe Alliot Mauro Baldi                     | Peugeot SA35 3.5L V10       | M    | 163   |
| 4      | JSPC    | 44 | From-A Racing              | Mauro Martini Katsutomo Kaneishi Jeff Krosnoff  | Nissan R91CK                | B    | 163   |
| 4      | JSPC    | 44 | From-A Racing              | Mauro Martini Katsutomo Kaneishi Jeff Krosnoff  | Nissan VRH35Z 3.5L Turbo V8 | B    | 163   |
| 5      | C1      | 3  | Euro Racing                | Jésus Pareja Hideshi Matsuda                    | Lola T92/10                 | M    | 160   |
| 5      | C1      | 3  | Euro Racing                | Jésus Pareja Hideshi Matsuda                    | Judd GV10 3.5L V10          | M    | 160   |
| 6      | FIA Cup | 22 | Chamberlain Engineering    | Ferdinand de Lesseps Nick Adams Masahiro Kimoto | Spice SE89C                 | G    | 144   |
| 6      | FIA Cup | 22 | Chamberlain Engineering    | Ferdinand de Lesseps Nick Adams Masahiro Kimoto | Ford Cosworth DFZ 3.5L V8   | G    | 144   |
| 7      | FIA Cup | 41 | Chamberlain Engineering    | Jun Harada Tomiko Yoshikawa Divina Galica       | Spice SE89C                 | G    | 138   |
| 7      | FIA Cup | 41 | Chamberlain Engineering    | Jun Harada Tomiko Yoshikawa Divina Galica       | Ford Cosworth DFZ 3.5L V8   | G    | 138   |
| 8 DNF  | C1      | 5  | Mazdaspeed                 | Maurizio Sandro-Sala Alex Caffi Takashi Yorino  | Mazda MXR-01                | M    | 104   |
| 8 DNF  | C1      | 5  | Mazdaspeed                 | Maurizio Sandro-Sala Alex Caffi Takashi Yorino  | Mazda (Judd) MV10 3.5L V10  | M    | 104   |
| 9 DNF  | C1      | 8  | Toyota Moštvo Tom's        | Andy Wallace Kenny Acheson Masanori Sekiya      | Toyota TS010                | G    | 83    |
| 9 DNF  | C1      | 8  | Toyota Moštvo Tom's        | Andy Wallace Kenny Acheson Masanori Sekiya      | Toyota RV10 3.5L V10        | G    | 83    |
| 10 DNF | JSPC    | 43 | British Barn International | Hideo Fukuyama Jiro Yoneyama Takahiko Hara      | British Barn (Tom's) BB90R  | ?    | 40    |
| 10 DNF | JSPC    | 43 | British Barn International | Hideo Fukuyama Jiro Yoneyama Takahiko Hara      | Ford Cosworth DFZ 3.5L V8   | ?    | 40    |
| 11 DNF | C1      | 4  | Euro Racing                | Cor Euser Heinz-Harald Frentzen David Tennyson  | Lola T92/10                 | M    | 31    |
| 11 DNF | C1      | 4  | Euro Racing                | Cor Euser Heinz-Harald Frentzen David Tennyson  | Judd GV10 3.5L V10          | M    | 31    |

## Statistika
- Najboljši štartni položaj - #2 Peugeot Talbot Sport - 1:43.957
- Najhitrejši krog - #2 Peugeot Talbot Sport - 1:50.660
- Povprečna hitrost - 182.228km/h